# Moorcroft
Moorcroft – miasto w Stanach Zjednoczonych, w stanie Wyoming, w hrabstwie Carbon.